# Mario Payssé Reyes

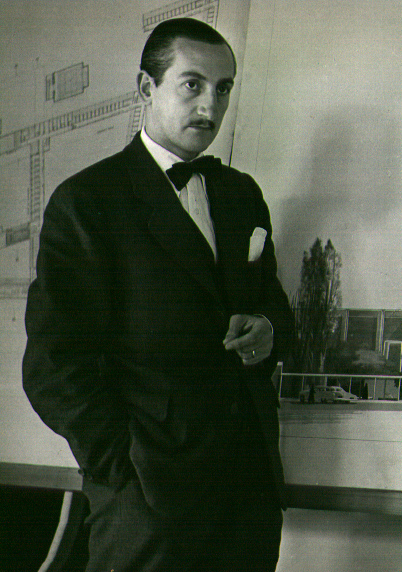
Mario Payssé Reyes

Mario Payssé Reyes (* 5. März 1913 in Montevideo; † 13. Januar 1988 ebenda) war ein uruguayischer Architekt.
Er wurde als fünftes von insgesamt sieben Kindern des Dr. Eduardo Payssé Neri und der María Josefa (Pepita) Reyes Lerena in Montevideo geboren.
Zwischen 1932 und 1937 studierte er an der Fakultät für Architektur der Universidad de la República unter anderem bei Julio Vilamajó. Anschließend unternahm er eine Reise ins nördliche Afrika, besuchte Teile Europas und begann nach seiner Rückkehr nach Uruguay eine Tätigkeit als Dozent an der Universität. Zudem arbeitete er als Architekt und war so am Regulierungs-Plan der Intendencia Municipal de Montevideo und hier phasenweise an der Planung des Parque Zoológico de Santiago Vázquez (Parque Francisco Lecocq) beteiligt.
Seine Lehrtätigkeit gab er 1957 infolge gesundheitlicher Probleme im Alter von 44 Jahren auf. Es folgten jedoch weitere architektonische Projekte, an denen er zumindest beteiligt war.
So gehören zu seinen Werken etwa der neue Sitz der Banco de Previsión Social, diverse Gebäude im montevideanischen Stadtteil Carrasco, das Terminal de Ómnibus in Buenos Aires, die uruguayische Botschaft in Brasilien, aber auch das erzbischöfliche Priesterseminar von Montevideo, das 2007 zum nationalen Geschichtsdenkmal erklärt wurde.